# تنها آرزوی من (امسال)
تنها آرزوی من (انگلیسی: My Only Wish) یک ترانه تین پاپ کریسمسی از خواننده آمریکایی بریتنی اسپیرز می باشد. این ترانه در بین بهترین آهنگ های جدول بیلبورد در تعطیلات ۲۰۰۰ قرار گرفته است.